# Coupé de ville

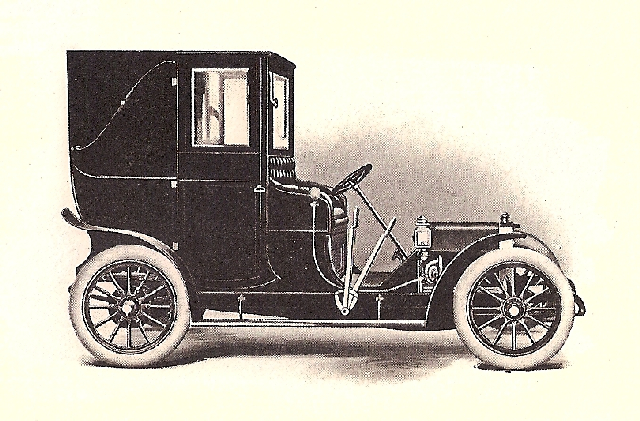
Thomas model G, fyrcylindrig coupé de ville från 1908, bland annat vanlig som taxibil i New York

Coupé de ville, i USA benämnd "towncar", "sedanca de ville" eller "brougham", är en karossform för personbilar som förekom mellan 1908 och 1939. Denna typ av bilar hade antingen en innesluten kupé för passagerarna och ett externt förarsäte utsatt för väder och vind eller en gemensam öppen kupé utan avbalkning mellan föraren och passagerarna, vilken hade ett skyddande tälttak över passagerarna. I det senare fallet steg passagerarna in i sin del av fordonet via förarens utrymme. 

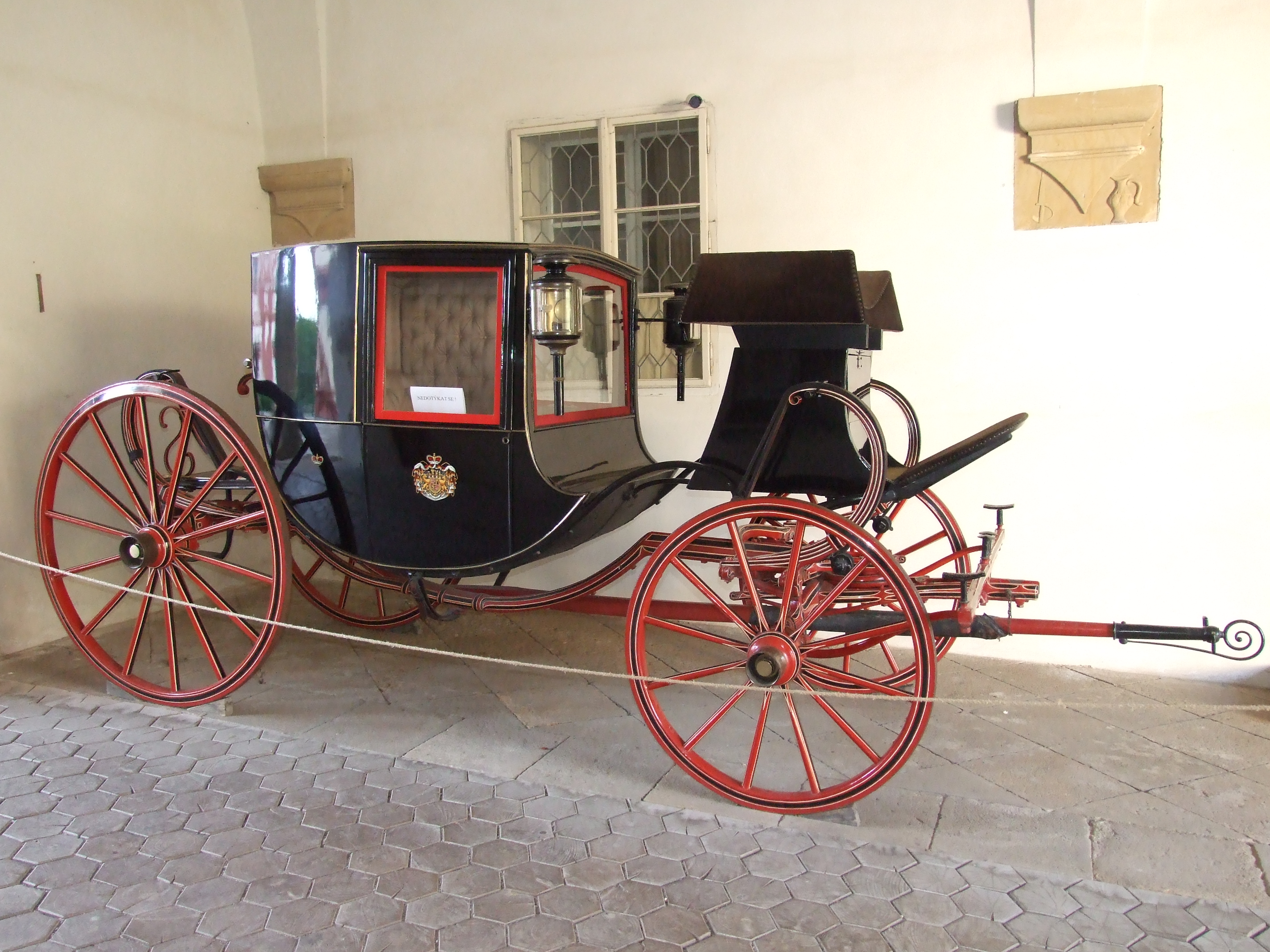
Kupé

Ett åtskilt och väderutsatt område för föraren var ett arv från den hästdragna kupén.
Begreppet "coupé de ville" användes först för en variant av hästdragna kupévagnar, vilka har stor likhet med den brittiska vagntypen clarence. Ordet "de ville" är franska för "i/från staden" och visar på att fordonet var avsett för stadsfärder eller för andra korta distanser. När "de ville" lades till ordet för en karosstyp som coupé, limousin, eller landaulette indikerade det att taket över förardelen saknades eller kunde vikas upp, dras tillbaka eller avlägsnas på ett annat sätt. 
En coupe de ville hade, som fordon för huvudsakligen stadsbruk, vanligen inget bagageutrymme.
Senare har vissa amerikanska bilmodeller, till exempel Lincoln Town Car, som tillverkades 1980-2011, också fått benämningen Town Car i namnet utan att ha den karossform, som ursprungligen avsågs med detta namn.

## Konstruktion
Tidigt i bilens utveckling var föraren helt utsatt för väder och vind, med fordon som saknade tak, dörrar och ibland också vindruta. Efterhand som hastighet och distans ökade, tillkom vindrutor och senare dörrar vid förarsätet. 

## Bildgalleri

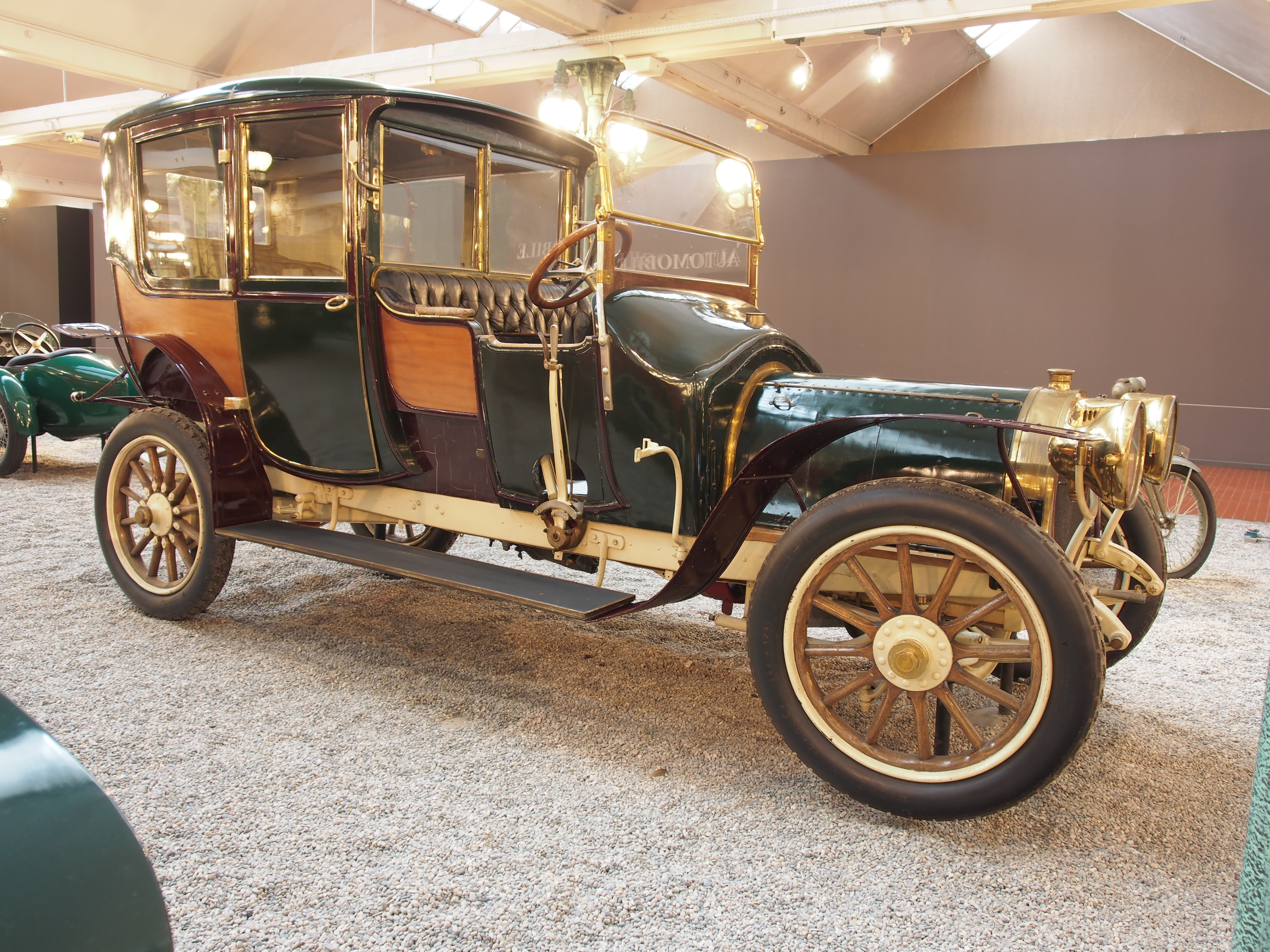
Delaunay-Belleville Coupé chauffeur HB6, från 1912
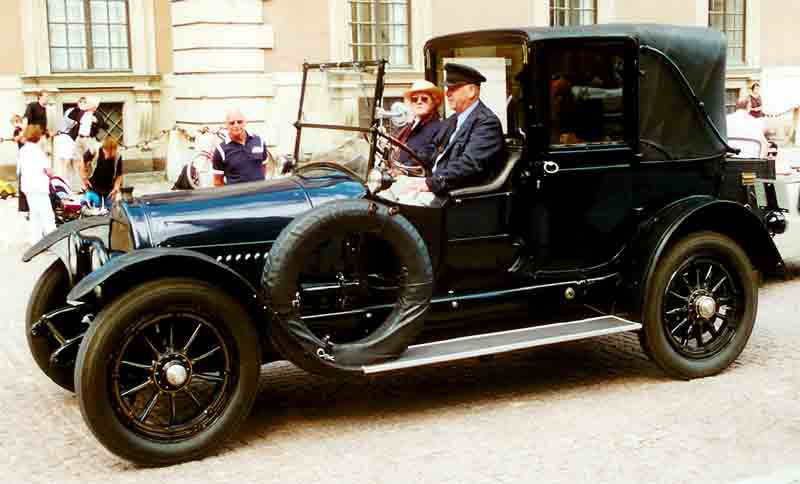
Cadillac 57, från 1918
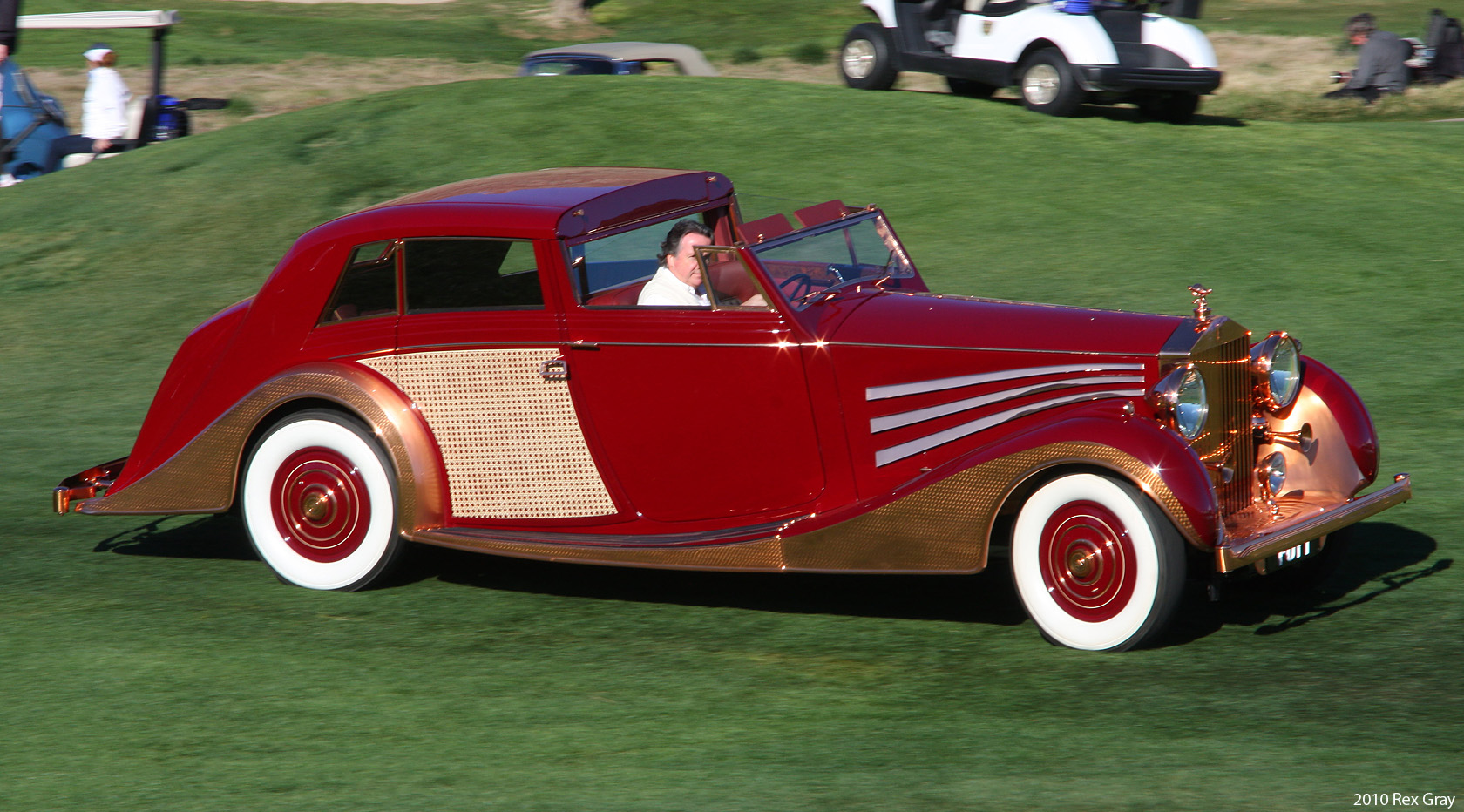
Rolls-Royce Phantom III Sedanca de Ville, från 1937
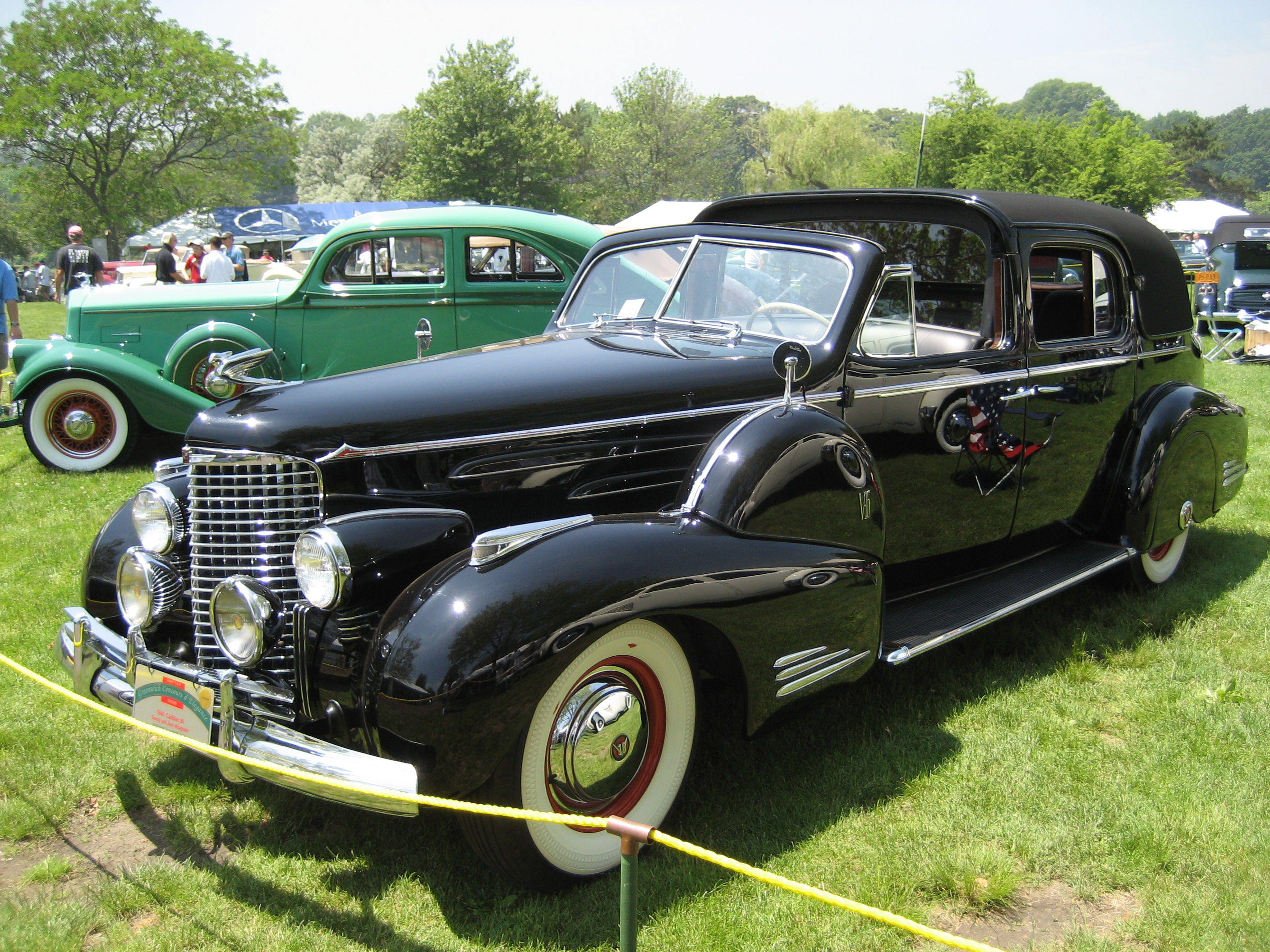
Cadillac 90 Town Car, från 1940